# 172525 Adamblock
172525 Adamblock è un asteroide della fascia principale. Scoperto nel 2003, presenta un'orbita caratterizzata da un semiasse maggiore pari a 2,3476423 au e da un'eccentricità di 0,0192057, inclinata di 3,79429° rispetto all'eclittica.
L'asteroide è dedicato all'astronomo statunitense Adam Block.